# Hypena celebensis
Hypena celebensis är en fjärilsart som beskrevs av Louis Beethoven Prout 1932. Hypena celebensis ingår i släktet Hypena och familjen nattflyn. Inga underarter finns listade i Catalogue of Life.